# Giuseppe Toaldo
Giuseppe Toaldo, född 1719 i Pianezze, död 1798 i Padua, var en italiensk astronom och meteorolog, professor.
Toaldo var från 1752 till sin död professor i astronomi, geografi och meteorologi vid universitetet i Padua. Han ägnade sig vid det under hans ledning byggda observatoriet i Padua huvudsakligen åt meteorologiska observationer, avsedda för att avgöra frågan om stjärnornas inflytande på väderleken. Toaldo hävdade att endast solen och månen har ett dylikt inflytande. Han efterträddes på sin post av Vincenzo Chiminello.